# Balonmano Sagunto
Le  Balonmano Sagunto  est un club féminin de handball basé dans les environs de Valence en Espagne. Fondé en 1963 à Valence, il déménage à L'Eliana en 1993 puis à Sagonte en 2004 et du fait de ces différentes localisations et de multiples sponsors, le club a très régulièrement changé de nom. 
C'est le club le plus titré d'Espagne (27 fois champion, 20 coupes). Il compte aussi une Ligue des champions à son actif (1997).

## Historique
L'histoire du club est assez mouvementée et se reflète dans les nombreux changements de nom et de localisation. 
Le club est d'abord fondé en 1963 à Valence sous le nom Medina Valencia. Il remporte ses trois premiers Championnats d'Espagne en 1968, 1969 et 1974 puis en 1978, le club fusionne avec le Furukawa et prend le nom d'Íber Valencia. 
C'est alors le début de l'ultra domination du club sur la scène nationale puisqu'il remporte sans discontinuer le Championnat de 1979 à 1998 et 17 des 19 Coupes de la Reine sur la même période. Cristina Mayo (es), entraîneuse-joueuse à compter de 1978 puis uniquement entraîneuse à compter de 1980, est la pièce essentielle de ces résultats.
Entre-temps, le club a déménagé en 1994 à L'Eliana (au nord-est de Valence) et est alors renommé El Osito L'Eliana Valencia, Mar Valencia ou encore Milar L'Eliana Valencia suivant les saisons. Si le club concède quelques titres à ses adversaires sur la scène nationale, c'est lors de cette période que le club obtient ses meilleurs résultats sur le plan international avec une victoire en Ligue des champions en 1997 suivie de deux finales en 1998 et 2003, ainsi que deux titres en Supercoupe d'Europe en 1997 et en Coupe des vainqueurs de coupe en 2000.
En 2004, le club (2e du Championnat (es)) fusionne avec le CB Alucine Alser Sagunto (9e du Championnat). Il quitte ainsi L'Eliana pour Sagonte (à 25 km au nord de Valence) et devient le Mar Valencia Sagunto. Si le club remporte son 27e championnat en 2005 puis sa 20e Coupe de la Reine en 2008, les résultats sont de moins bonnes factures et le club rencontre régulièrement de grosses difficultés financières au point d'être menacé de disparition en 2008,. Entre-temps, le club est repris en novembre 2004 par le promoteur immobilier Astroc et devient  Astroc Sagunto  puis en juin 2007, Parc Sagunt, un parc de développement industriel et commercial proche de Sagonte, devient sponsor principal du club qui est renommé Balonmano Parc Sagunt. De 2010 à 2012, le club prend la dénomination Balonmano Mar Sagunto.
En juillet 2012, du fait d'un manque de sponsor, le club retourne à Valence pour fusionner avec le club local du CE Handbol Marítim (en), promu en División de Honor (es). Mais à cause des dettes hérités du BM Sagunto, ce nouveau club (appelé Valencia Aicequip) disparaît un an plus tard et est remplacé en División de Honor par un nouveau club créé à Valence, le CH Canyamelar (en), club qui va évoluer six saisons dans l'élite espagnole avant de se désengager en 2019 pour n'évoluer qu'en quatrième division.

## Palmarès
Compétitions internationales
- Ligue des champions :
  - Vainqueur (1) : 1997
  - Finaliste : 1998, 2003
- Coupe des vainqueurs de coupe :
  - Vainqueur (1) : 2000
- Supercoupe d'Europe :
  - Vainqueur (1) : 1997

Compétitions nationales
- Championnat d'Espagne :

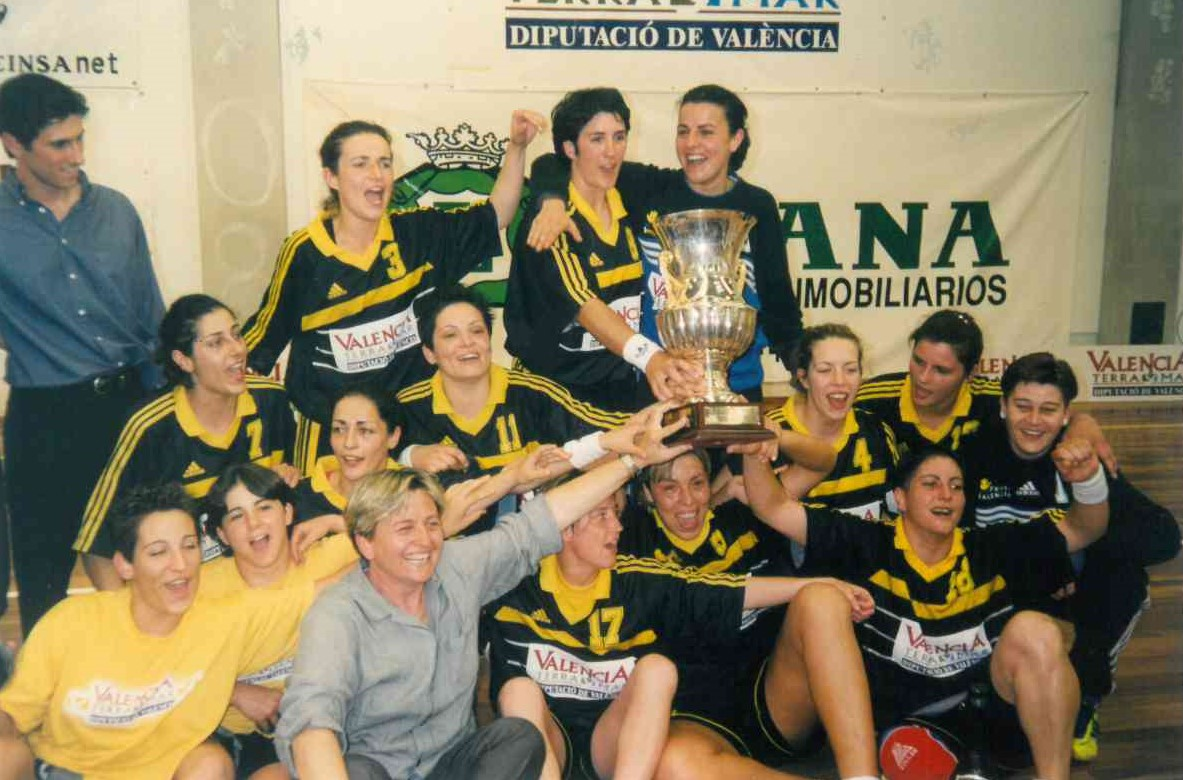
L'équipe fête la victoire en Coupe des vainqueurs de coupe en 2000.

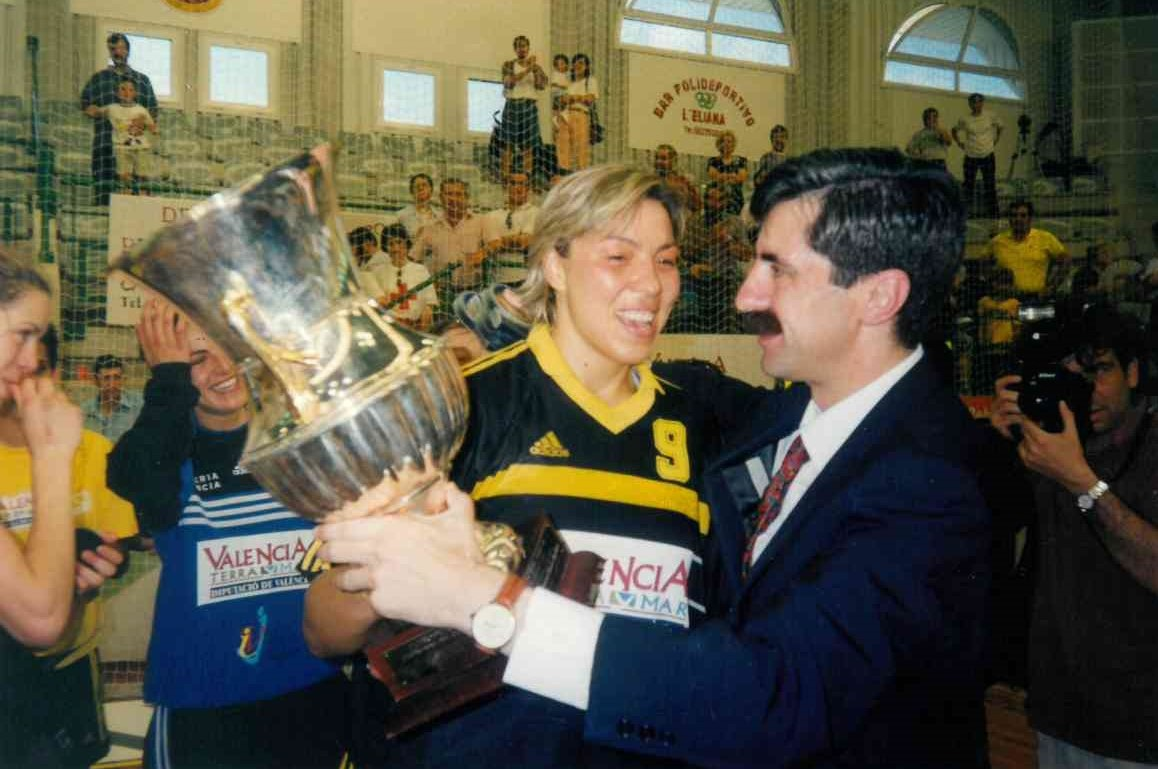
Natalia Morskova, joueuse historique du club, reçoit le trophée de la Coupe des vainqueurs de coupe en 2000.

  - Vainqueur (27)   : 1968, 1969, 1974, 1979, 1980, 1981, 1982, 1983, 1984, 1985, 1986, 1987, 1988, 1989, 1990, 1991, 1992, 1993, 1994, 1995, 1996, 1997, 1998, 2000, 2001, 2002, 2005
  - Deuxième (10) : 1965, 1966, 1970, 1973, 1999, 2003, 2004, 2006, 2007, 2009
- Coupe de la Reine :
  - Vainqueur (20)   : 1981, 1982, 1983, 1984, 1985, 1986, 1987, 1988, 1989, 1991, 1992, 1993, 1994, 1995, 1996, 1997, 1998, 1999, 2000, 2008
  - Finaliste (5) : 1980, 2001, 2003, 2004, 2005
- Supercoupe d'Espagne :
  - Vainqueur (4) : 2000, 2002, 2003, 2006
  - Finaliste (1) : 2008
- Coupe ABF : 
  - Vainqueur (6) : 2001, 2002, 2003, 2004, 2008, 2009
  - Finaliste (1) : 2007

## Personnalités liées au club

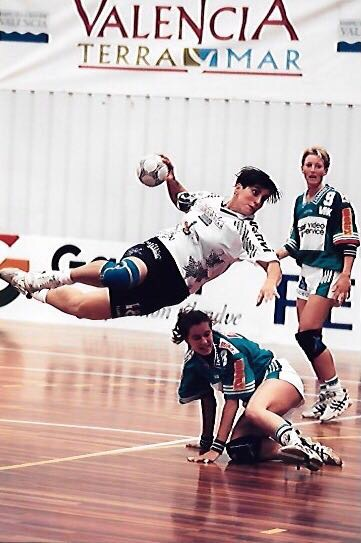
Cristina Gómez Arquer, joueuse historique du club.

Parmi les joueuses ayant évolué au club, on trouve :
- Macarena Aguilar : de 2001 à 2009
- Bárbara Arenhart : de 2007 à 2010
- Alexandrina Barbosa : de 2005 à 2008
- Svetlana Bogdanova : de 1996 à 1999
- Stéphanie Cano : de 2002 à 2003
- Elisabeth Chávez : de 2007 à 2012
- Verónica Cuadrado : de 2004 à 2011
- Beatriz Fernández Ibáñez : de 2006 à 2008
- Begoña Fernández : de 1998 à 2002
- Ausra Fridrikas : de 1992 à 1993
- Cristina Gómez Arquer (es) : de 1987 à 2002
- Marta Mangué : de 2002 à 2004
- Tatjana Medved : de 2004 à 2005
- / Natalia Morskova : de 1991 à 2005
- Izaskun Múgica Zozaya (es) : de 1985 à 2003
- Silvia Navarro : de 1997 à 1999 et de 2004 à 2006
- Noelia Oncina (en) : de 2001 à 2011
- Iva Perica
- Elisabeth Pinedo : de 2005 à 2007
- Montse Puche (es) : de 1996 à 1998 et de 1999 à 2007
- Bojana Radulovics : de 1993 à 1994
- Fernanda da Silva : de 2010 à 2011
- Darly Zoqbi de Paula : de 2010 à 2011

L'entraîneuse historique du club est Cristina Mayo (es) : entraîneuse-joueuse à compter de 1978 puis uniquement entraîneuse à compter de 1980, permettant au club de remporter 24 championnats, 20 Coupes de la Reine et la Ligue des champions 1996-1997.